# Ike Levin
Ike Levin (* 26. Juni 1950 in Chicago, Illinois) ist ein US-amerikanischer Tenorsaxophonist (auch Bassklarinette) des Creative Jazz.
Levin begann seine Musikerkarriere in der Jazz- und Bluesszene seiner Heimatstadt, zog dann in die San Francisco Bay Area, um anschließend in Chicago Komposition am Roosevelt University Conservatory of Music und Jazz an der University of Illinois zu studieren. In dieser Zeit trat er mit dem University of Illinois Jazz Orchestra auf und hatte Privatunterricht bei Joe Daley und Fred Anderson, durch den er mit der Jazz-Avantgarde Chicagos in Kontakt kam. In den folgenden Jahren trat er vorwiegend in Chicago auf; dann zog er nach San Francisco und war in der dortigen Szene aktiv. Daran schlossen sich Tourneen in den  Vereinigten Staaten und Kanada an. Levion arbeitete seit den 1990er Jahren eng mit dem Pianisten Joel Futterman zusammen, mit dem er auch ein Trio gründete und gemeinsame Aufnahmen veröffentlichte. Daneben leitete er auch eigene Combos. Ferner trat Levin mit Musikern wie Ira Sullivan, Robert Barry, Wilbur Campbell, Reggie Nicholson, Alvin Fielder und Kash Killion auf.

## Diskographische Hinweise
- The Joel Futterman/Ike Levin Trio with Kash Killion: Live at the Noe Valley Ministry
- The Joel Futterman/Ike Levin Trio with Kash Killion: ifeLine
- The Joel Futterman/Ike Levin Duo: The Present Gift
- The Joel Futterman, Alvin Fielder, Ike Levin Trio: Resolving Doors (2004)
- The Joel Futterman, Alvin Fielder, Ike Levin Trio: Live at The Blue Monk (2006)
- The Joel Futterman/Ike Levin Duo: Enigma (2006)
- The Ike Levin Quartet: Spherical Dance